# Ana Guijarro
Ana Guijarro Malagón (Madrid, 28 de junio de 1955) es una pianista española que a lo largo de su carrera ha compaginado la actividad concertística con la docencia. Inició su formación en el año 1966 en el Conservatorio de Madrid, donde fue discípula de Antonio Lucas Moreno y Carmen Díez Martín, trasladándose a Roma en 1977 como becaria de la Academia Española y al año siguiente a París. En 1978 obtuvo Mención de Honor en el  Concurso Internacional de Piano de Santander "Paloma O'Shea" celebrado en Santander y en 1980 diploma de Honor en el Concurso internacional Frédéric Chopin celebrado en Varsovia. En 1983 obtuvo por oposición la cátedra de piano que ejerció en los conservatorios superiores de Alicante, Sevilla y desde 1997 en el Real Conservatorio Superior de Música de Madrid, del que fue directora entre enero de 2012 y julio de 2013 y desde 2014 hasta finales de 2020. Ha realizado diversas grabaciones discográficas, destacando la obra completa para piano del compositor Manuel Castillo. Ha contado entre sus alumnos a destacados pianistas actuales, entre ellos Javier Perianes.